# C-Train

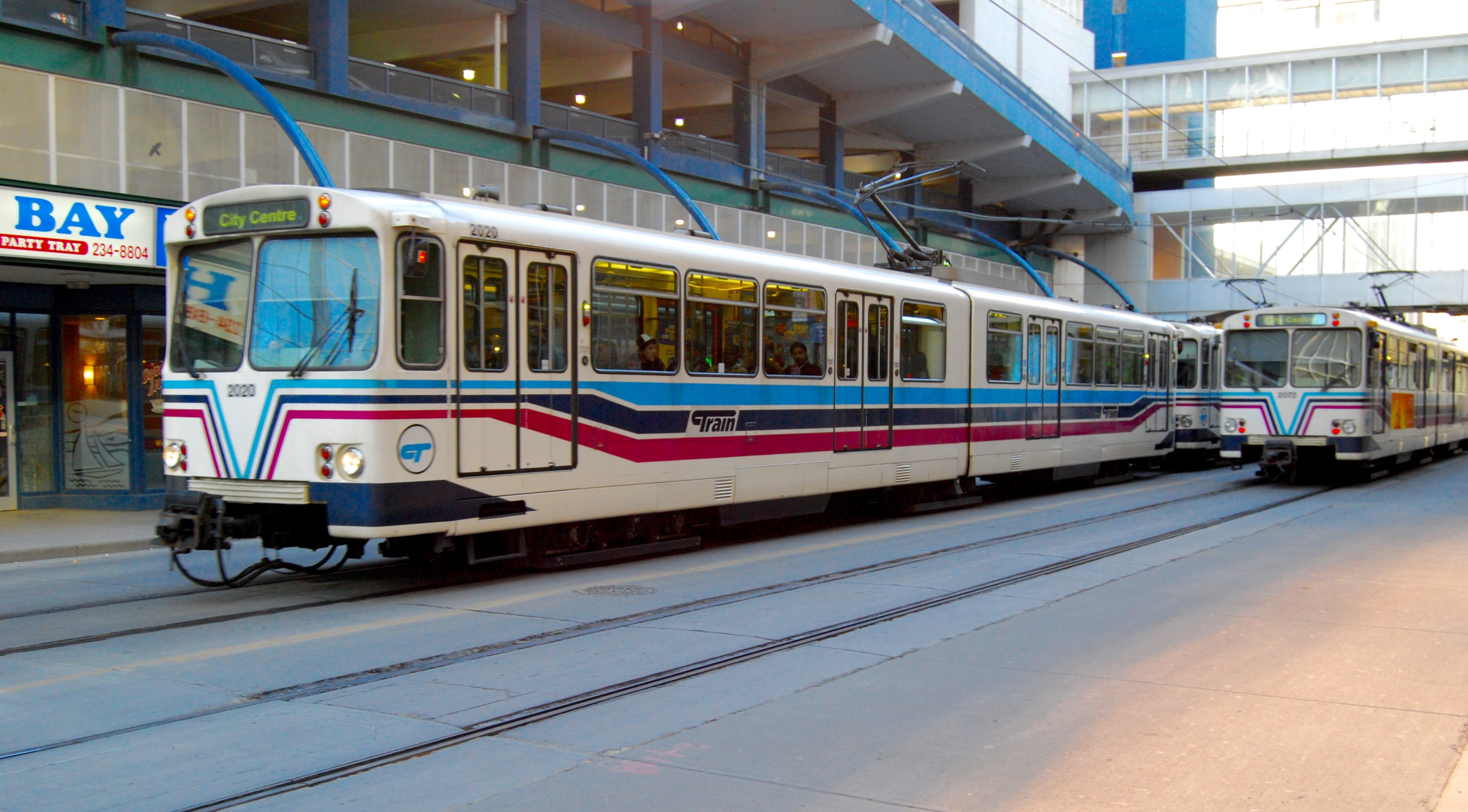
U2-Triebwagen in der 7th Avenue

Als C-Train (auch: CTrain) wird die Stadtbahn der kanadischen Millionenstadt Calgary bezeichnet. Der städtische Betrieb Calgary Transit befördert auf dem zwei Linien umfassenden, 59,9 km langen Netz täglich rund 333.800 Fahrgäste, womit C-Train als eines der meistgenutzten Stadtbahnsysteme Nordamerikas gilt.

## Liniennetz

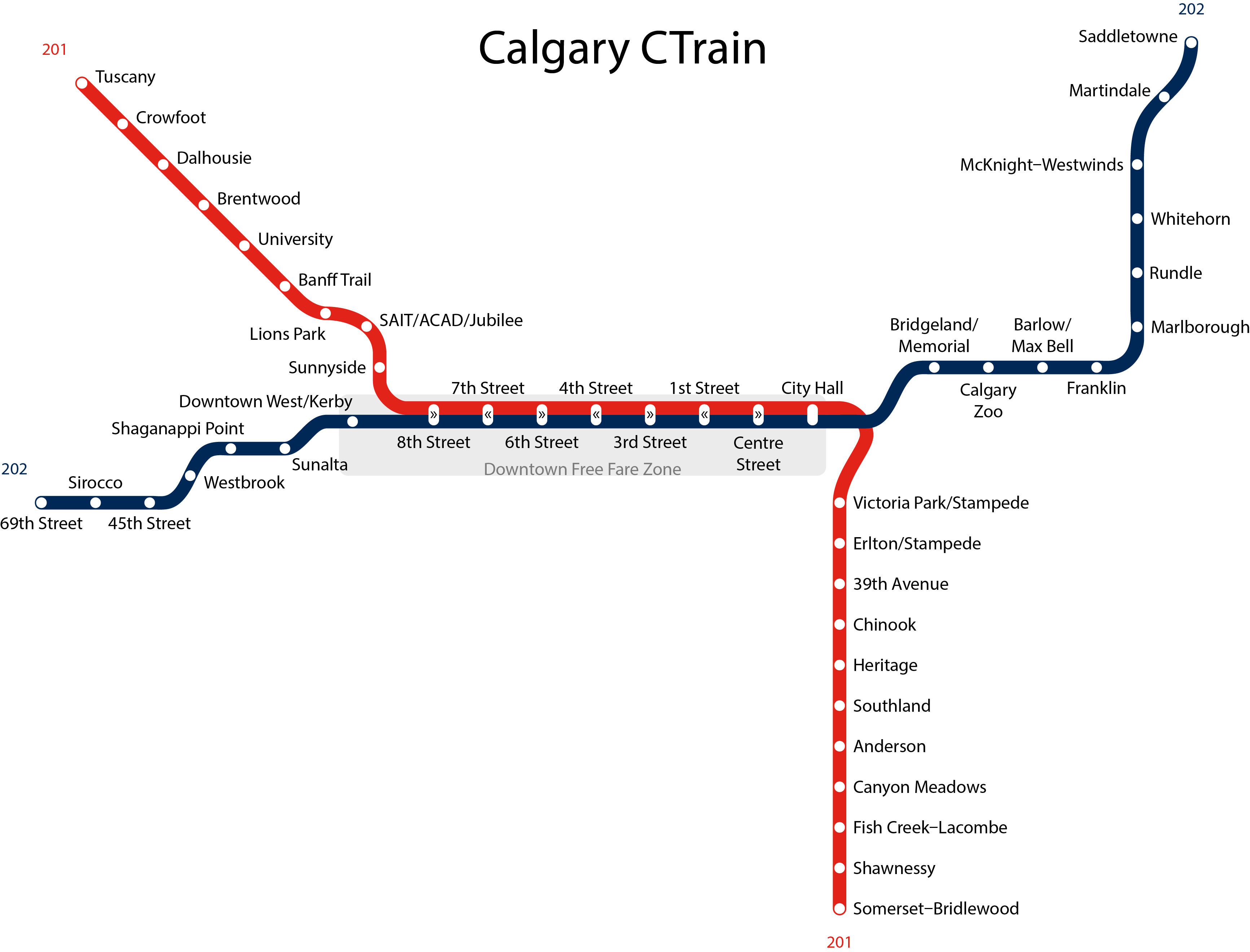
C-Train-Netzplan

Das C-Train-System besteht derzeit aus vier Streckenästen, die ausgehend von der Innenstadt Richtung Nordwesten, Nordosten, Süden und Westen führen. Der nordwestliche und südliche Ast wird als Linie 201 (Red Line) betrieben, während die beiden anderen Strecken als Linie 202 (Blue Line) verknüpft sind. Beide Linien teilen sich einen innerstädtischen Abschnitt auf der 7th Avenue, der zusammen mit den ausschließlich durch die Linie 202 befahrenen Abschnitten der 7th Avenue als „Free Fare Zone“ kostenfrei genutzt werden kann.
Das 59,9 km lange Normalspur-Netz ist durchgehend zweigleisig ausgebaut. Die Energieversorgung der Fahrzeuge erfolgt durch eine mit 600 Volt Gleichstrom gespeiste Oberleitung. Das Netz verfügt über 45 Stationen, wobei die dicht hintereinander gelegenen Halte auf der 7th Avenue nur in je einer Richtung bedient werden. Dort verkehren die C-Train-Züge im Straßenplanum, ansonsten getrennt vom übrigen Verkehr auf separaten Trassen. Nahezu alle Stationen sind Umsteigepunkte zu Buslinien; außerhalb der Innenstadt sind zudem meist umfangreiche Parkplätze vorhanden.
Tagsüber wird auf beiden Linien ein 10-Minuten-Takt angeboten, der in den Hauptverkehrszeiten bis zum 2-Minuten-Takt verdichtet und in den Abendstunden auf einen 15-Minuten-Takt ausgedünnt wird.
Die Linie 203 Green Line, eine Nord-Süd-Linie, befindet sich in Planung. Sie soll im letzten Ausbauzustand auf 40 Kilometern Länge mit Niederflurfahrzeugen des Typs CAF Urbos betrieben werden.

## Nutzung
Das C-Train-System übernimmt eine zentrale Rolle im öffentlichen Personenverkehr des Großraums Calgary und zählt zu den meistbenutzten Stadtbahnsystemen Nordamerikas. Die durchschnittliche werktägliche Fahrgastzahl wuchs von 40.000 im ersten Betriebsjahr auf 333.800 im ersten Quartal des Jahres 2015. Nach eigenen Angaben verfügt C-Train im Verkehr von und zur Innenstadt über einen Marktanteil von 42 %.

## Geschichte
In den 1960er-Jahren wurden im rapide wachsenden Calgary erste Überlegungen angestellt, wieder ein innerstädtisches Schienenverkehrsmittel einzuführen, nachdem die letzte Straßenbahn-Linie zum 29. Dezember 1950 eingestellt worden war. Nach der Einrichtung eines Expressbussystems (Blue Arrow) und der Prüfung verschiedener Strecken- und Systemvarianten wurde 1976 die Entwicklung einer Stadtbahn (Light Rail Transit) beschlossen.

### Grundnetz (bis 1987)
Der Baubeginn für den ersten Abschnitt, die South Line von der Station 8th Street SW im Zentrum bis Anderson, erfolgte 1978; dessen Inbetriebnahme am 25. Mai 1981. Die Northeast Line vom Zentrum bis Whitehorn wurde am 27. April 1985 eröffnet. Es folgte am 17. September 1987 die Northwest Line als nördliche Verlängerung der South Line bis zur Universität, die zudem u. a. das McMahon Stadium – einen der Veranstaltungsorte der Olympischen Winterspiele 1988 – an das C-Train-Netz anbindet.

### Erweiterungen (1990 bis 2009)
Danach wurden schrittweise Erweiterungen der drei Linienäste vorgenommen: Von der Universität wird seit 31. August 1990 bis Brentwood gefahren, auf der South Line seit 9. Oktober 2001 über Anderson hinaus bis Fish Creek-Lacombe. Zum 28. Juni 2004 wurde die South Line erneut verlängert und Somerset-Bridlewood wurde zum neuen südlichen Endpunkt, während die Northwest Line seit 15. Dezember 2003 bis Dalhousie und die Northeast Line seit 17. Dezember 2007 bis McKnight-Westwinds verkehrt. Die nordwestliche Verlängerung der Linie 201 zur Station Crowfoot wurde nach mehr als sechsmonatiger Verspätung schließlich am 15. Juni 2009 für den Verkehr freigegeben.

### Erweiterungen (2011 bis 2014)
Am 6. November 2007 wurden weitere Erweiterungen durch die Stadt Calgary beschlossen, neben der Beschaffung von zusätzlichen Fahrzeugen zwei Streckenverlängerungen und der Bau eines zusätzlichen Linienastes.
Die Verlängerung im Nordosten von McKnight-Westwinds nach Saddletown wurde 2012, die im Nordwesten von Crowfoot nach Tuscany-Rocky Ridge 2014 in Betrieb genommen. Der neue westliche Linienast von der Innenstadt bis 69th Street SW wurde 2012 eröffnet.

## Betriebshof
Die Instandhaltung der Fahrzeuge erfolgt in einem Betriebshof im südlichen Stadtteil Anderson. In Haysboro, wo sich eine größere Abstellanlage befindet, besteht auch eine zur Überführung neuer Triebwagen genutzte Verbindung mit dem Streckennetz der Canadian Pacific Railway.

## TD Free Fare Zone
Ein 9 Stationen umfassender Abschnitt des C-Train, die TD Free Fare Zone, kann kostenfrei benutzt werden. Der Name leitet sich vom Sponsor der Strecke, der Toronto-Dominion Bank, ab.

## Ausbaupläne
Ein weiterer Ausbau des C-Train-Systems ist ein Kernelement der Verkehrsplanung der Stadt Calgary. 

Seit 2015 befindet sich die Green Line in Planung. Sie soll (Stand: August 2016) von North Pointe im Norden der Stadt durch das Zentrum nach Seton im Südosten fahren und 40 Kilometer lang werden.

## Fahrzeuge

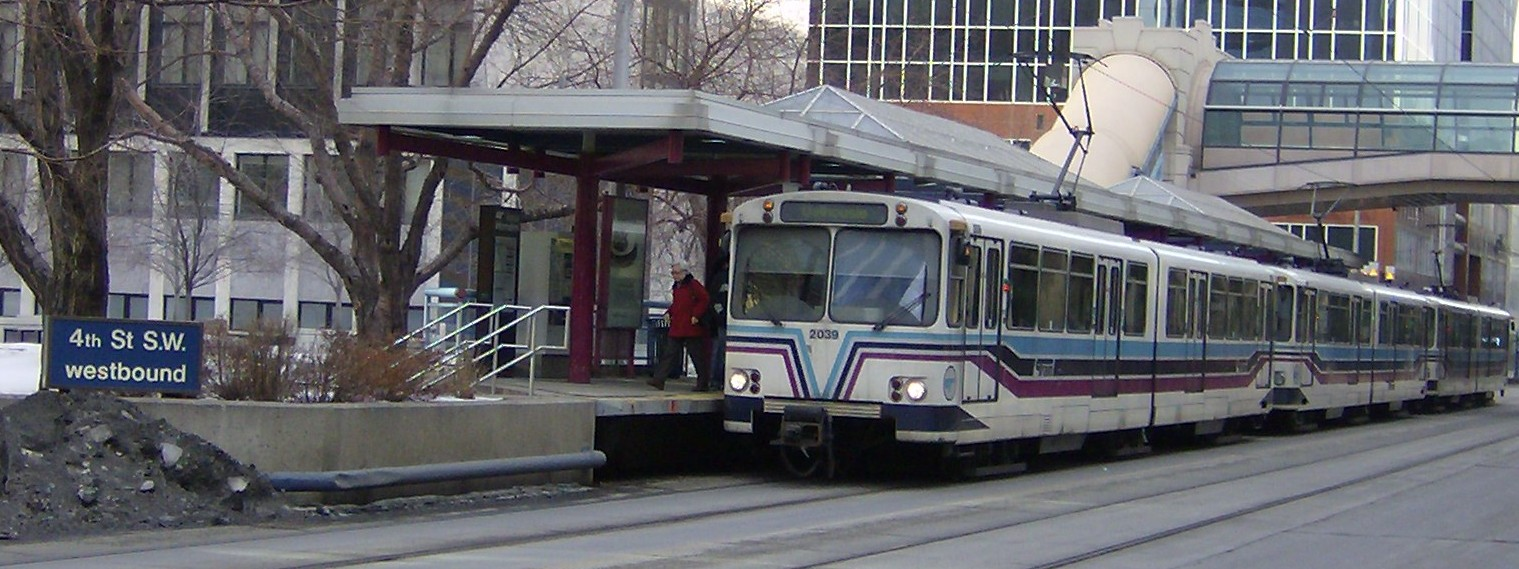
Dreifachtraktion von U2-Triebwagen

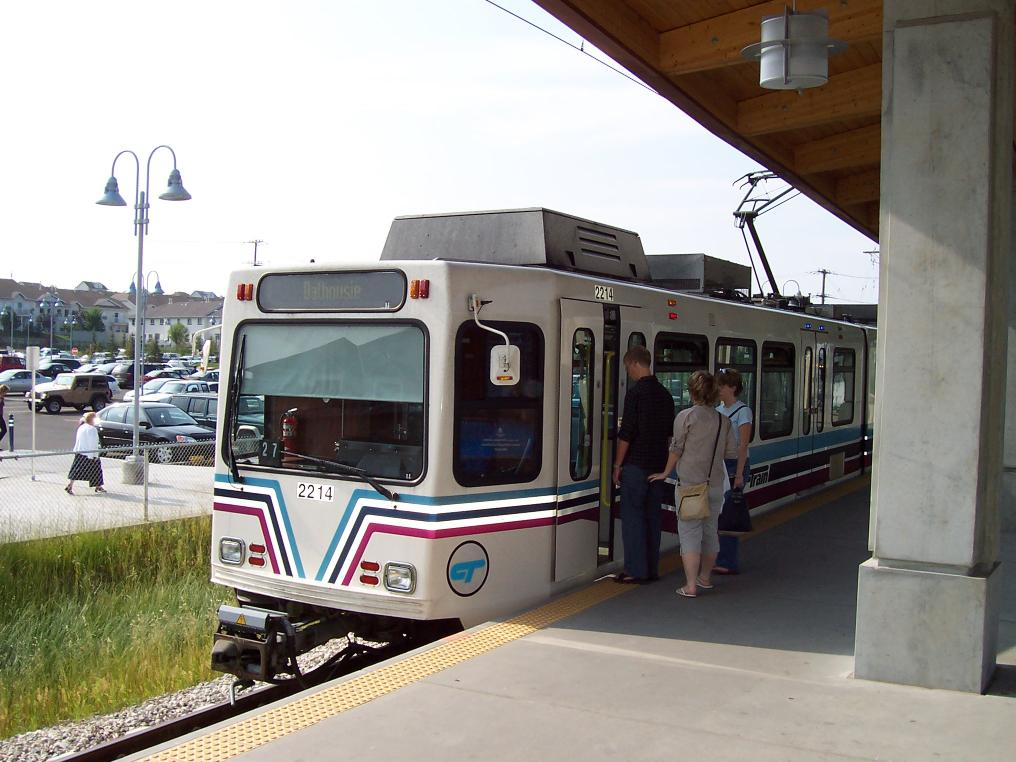
Siemens SD-160-Triebwagen in Somerset-Bridlewood

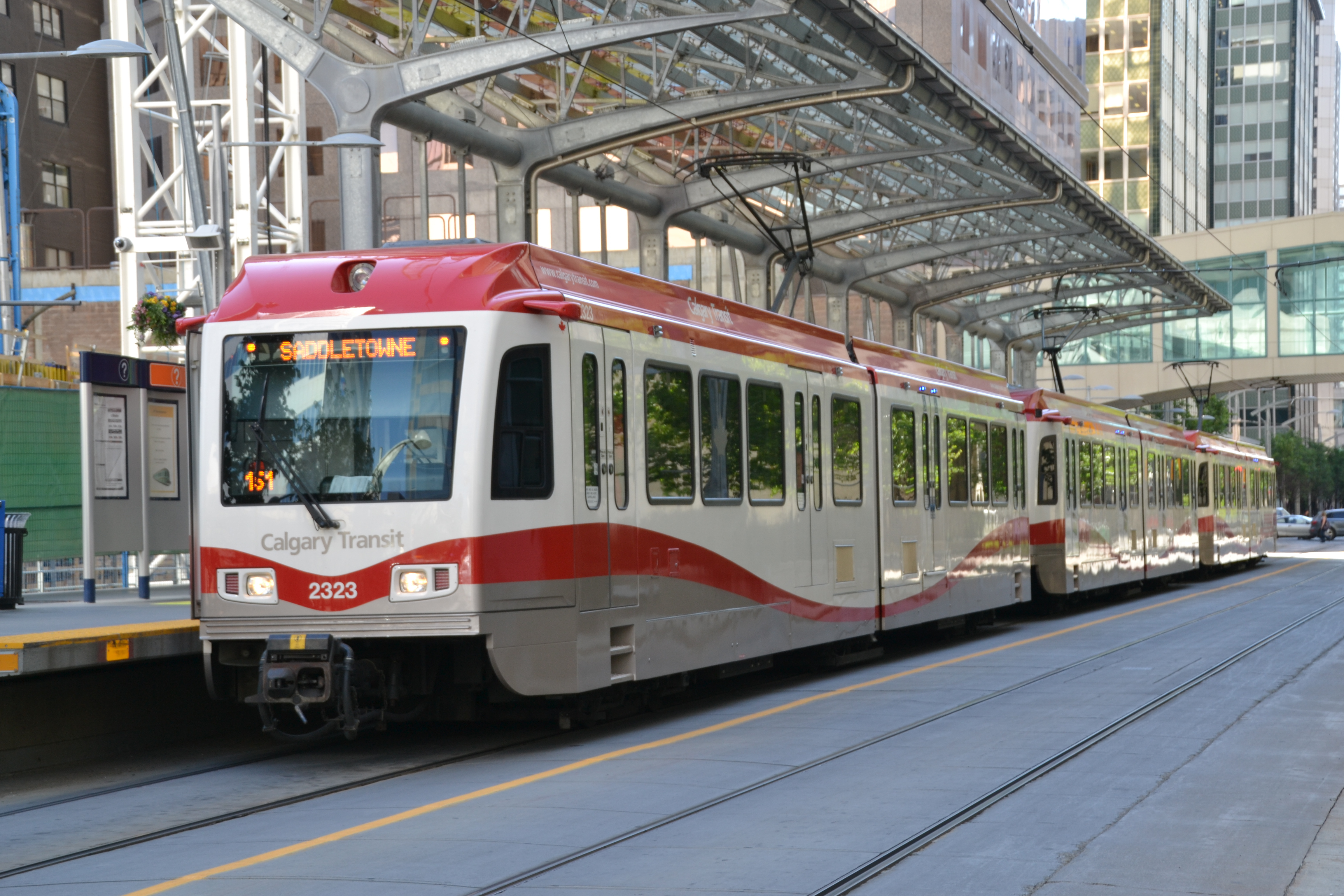
SD-160NG-Dreifachtraktion

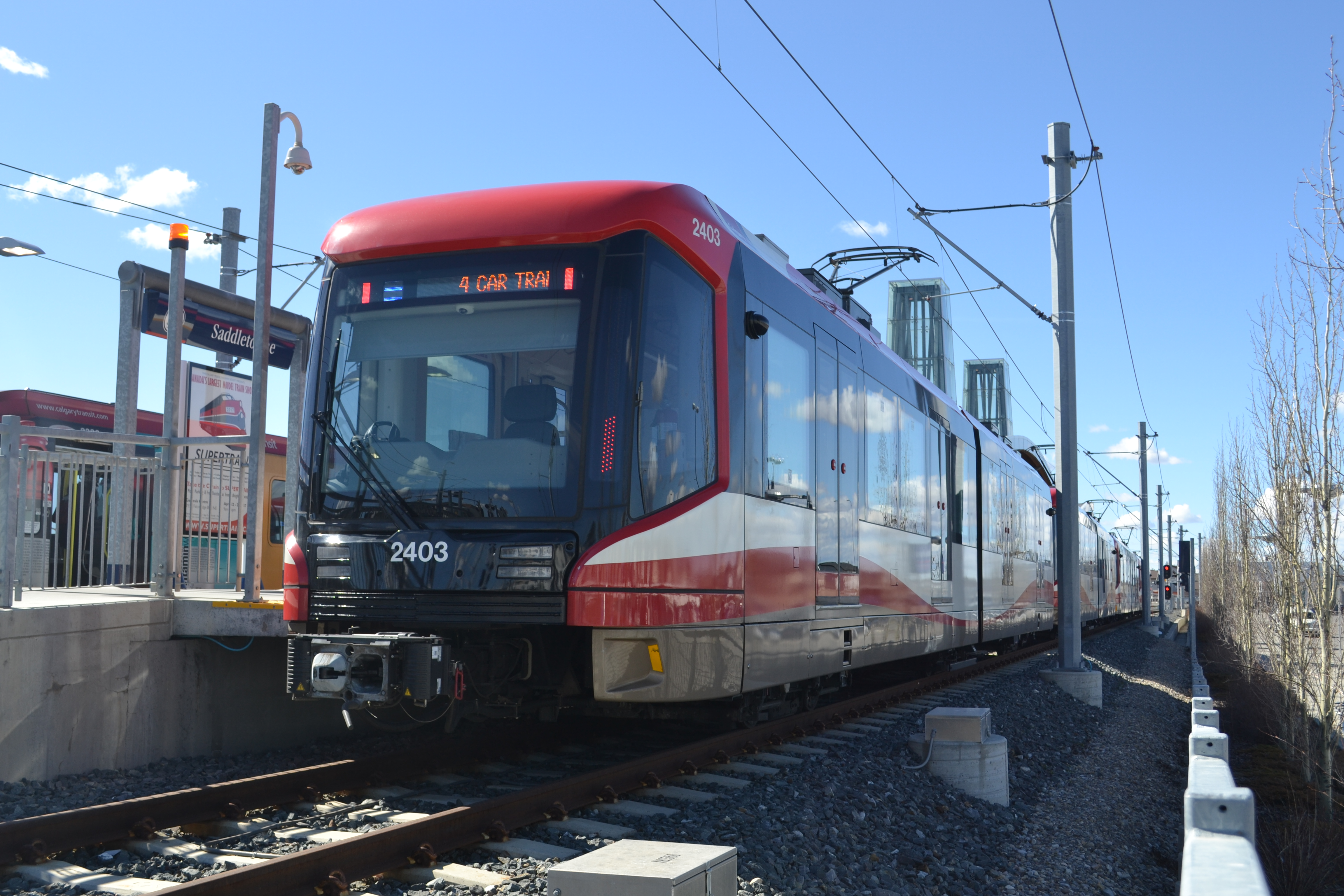
S200 der neuesten Generation

### Siemens-Duewag U2
Bei Beginn der C-Train-Entwicklung existierte in Kanada mit der Urban Transportation Development Corporation (UTDC) nur ein potentieller Hersteller von Stadtbahnfahrzeugen, der zudem in den 1970er-Jahren kein Serienfahrzeug vorweisen konnte, das die Vorgaben von Calgary Transit erfüllte. In der 300 km nördlich von Calgary gelegenen Provinzhauptstadt Edmonton hatten sich die Betreiber der Stadtbahn Edmonton Light Rail Transit aus ähnlichen Gründen für die Beschaffung von Triebwagen des Typs U2 der U-Bahn Frankfurt, die vom Herstellerkonsortium Siemens-Duewag angeboten wurden, entschieden. Die Stadt Calgary folgte diesem Beispiel und bestellte zunächst 27 Fahrzeuge dieses Typs. Im Zuge des weiteren Ausbaus wurde der Bestand auf 83 U2-Triebwagen erweitert, von denen nach drei Unfällen und der Auslieferung neuer Fahrzeuge heute noch etwa 40 im Einsatz stehen.

### Siemens S160
Von der Nachfolgebauart Siemens SD-160 wurden seit 2001 bislang 72 Exemplare beschafft, die bis 2012 um weitere 38 Triebwagen des Typs S160-NG ergänzt wurden.

### Siemens S200
2013 wurde ein Auftrag für 63 Neufahrzeuge im Wert von mehr als 135 Millionen Euro an Siemens vergeben. Diese boten ihr neues Modell S200 an, das sich durch zahlreiche energiesparende Neuerungen wie LED-Beleuchtung und dreifach verglaste Fensterscheiben auszeichnet. Ab 2019 wurden sechs weitere S200 ausgeliefert, denen 2020 eine Bestellung für weitere 15 Fahrzeuge folgte. Die gesamte Flotte an S200 in Calgary besteht daher aus 84 Fahrzeugen. Die technischen Daten lauten wie folgt:
| Antriebsleistung               | 145 kW × 4          |
| Spurweite                      | 1435 mm             |
| Länge über Kupplung            | 24.820 mm           |
| Breite                         | 2.654 mm            |
| Stromsystem                    | 600 V Gleichstrom   |
| Anzahl der Plätze (Sitzplätze) | 245 (60 Sitzplätze) |
| Anfahrtsbeschleunigung         | 1,2 m/s²            |
| Höchstgeschwindigkeit          | 80 km/h             |
| Radabstand                     | 1800 mm             |
| Leergewicht                    | 41.000 kg           |

Ähnliche Fahrzeuge mit anderen Abmessungen wurden als Typ Siemens S200 SF für Muni Metro in San Francisco bestellt und ab 2017 ausgeliefert.